# 特雷默洛
特雷默洛（荷蘭語：Tremelo，荷蘭語發音：[ˈtreːməloː]）是比利时弗拉芒大区弗拉芒布拉班特省魯汶區的一个市镇，北与安特衛普省接壤，通行荷蘭語，是弗拉芒社群的一部分，面积21.57平方千米，人口14,842人（2018年1月1日）。